# Кониролен
Конироле́н (каз. Қоңырөлең) — село у складі Панфіловського району Жетисуської області Казахстану. Адміністративний центр Конироленського сільського округу.
Населення — 2675 осіб (2021; 3031 у 2009, 3690 у 1999, 3614 у 1989).